# 2198 Ceplecha
2198 Ceplecha este un asteroid din centura principală, descoperit pe 7 noiembrie 1975.